# 感官處理靈敏度
感官处理敏感性（英語：Sensory processing sensitivity，简称SPS）是一种气质或人格特征，涉及“中枢神经系统的较高敏感性，以及对身体、社会和情绪刺激的较深度认知处理”。该特质的特点包括，进入新情境时倾向于“暂缓行动以观察环境”，对微妙的刺激更加敏感，以及通过更深层次的认知处理策略来采取应对行动，它们均由正面与负面情绪反应的增强所驱动。 
SPS值特别高的人被认为具有“超敏反應”，或称高度敏感人群（英語：Highly sensitive person，简称HSP）。心理学家伊莱恩·阿隆（Elaine Aron）和她的丈夫阿瑟·阿隆（Arthur Aron）在20世纪90年代中期创造了SPS和HSP这两个术语，他们还编制了高敏感者量表（英語：Highly Sensitive Person Scale，简称HSPS）问卷，通过该问卷来测量SPS。此外，也有学者使用了其他各种术语来表示人类和其他物种的这种对刺激的反应。
据阿隆夫妇及其同事称，拥有高SPS值的人群约占总人口的15-20%。尽管有学者一直以来都认为高SPS与负面后果存在关联，但已有研究人员指出，强化对正面影响的回应也与高SPS有关。阿隆及其同事指出，高SPS人格特质并不是一种疾病。